# Ekleziofobie

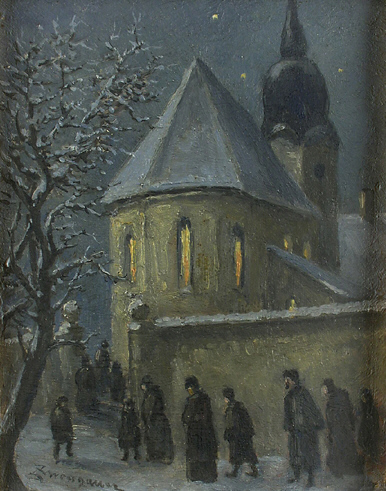
obraz od Antona Zwengauera

Ekleziofobie (v angličtině ecclesiophobia v němčině Ecclesiophobie nebo Ekklesiophobie, francouzsky a španělsky ecclesiofobia) je chorobný strach (fobie) z kostelů či jiných sakrálních staveb. Projevy jsou obdobné jako u ostatních fóbií. Patří mezi tzv. specifické (izolované) fóbie.